# Monte Carlo quàntic
Monte Carlo quàntic fa referència a una gran classe d'algoritmes computacionals que simulen sistemes quàntics amb la intenció de resoldre el problema quàntic de molts cossos. D'alguna forma o altra, tots usen el mètode de Monte Carlo per resoldre les integrals multidimensionals que apereixen a la teoria. El mètode de Monte Carlo quàntic permet una representació directa d'efectes de molts cossos a la funció d'ona, amb un cost associat d'incertesa estadística que es pot reduir incrementant el temps de simulació. Per a bosons, existeixen algoritmes que són numèricament exactes i que escalen de forma polinomial. Per a fermions existeixen aproximacions molt bones i algoritmes que són numèricament exactes i que escalen de forma exponencial, però no algoritmes que compleixin ambdós requisits simultàniament.

## Context
Tot sistema físic es pot descriure amb l'equació de Schrödinger per a molts cossos, sempre que les partícules constituents del sistema no es moguin "massa" ràpid; és a dir, mentres no es moguin a velocitats properes a la de la llum. Aquesta condició és obeïda per una gran part dels problemes tractats per la física de la matèria condensada, de manera que si es pogués resoldre l'equació de Schrödinger per un sistema donat en podríem predir el seu comportament, resultant en aplicacions tan variades com als camps dels ordinadors o de la biologia. Exemples més concrets són els nuclis a un condensat de Bose-Einstein o superfluids com l'heli líquid. El problema central és que l'equació de Schrödinger descriu una funció que depèn d'un nombre de coordenades que creix exponencialment amb el nombre de partícules que s'intenti descriure i, per tant, fa difícil, si no impossible, la seva solució encara que s'usi computació paral·lela. Tradicionalment, els físics teòrics han approximat la funció d'ona de molts cossos com una funció antisimètrica formada per orbitals de partícules independents. Aquest tipus de formulació, o bé limita les possibles funcions d'ona, com el cas del mètode de Hartree-Fok, o bé convergeix molt lentament, com al mètode de configuració-interacció. Un dels problemes amb una estimació incial del tipus de Hartree-Fok (també coneguda com a determinant de Slater) és que resulta molt difícil descriure els punts de coincidència d'electrons i nuclis a la funció d'ona.
Monte Carlo quàntic permet solucionar aquests problemes perquè permet simular qualsevol funció d'ona de molts cossos directament. En concret, es pot usar l'aproximació de Hartree-Fok com a punt inicial, i multiplicar-la amb una funció simètrica (normalment una funció de Jastrow) dissenyada per descriure els punts de coincidència. La majoria de mètodes intenten calcular la funció d'ona de l'estat fonamental del sistema, amb l'excepció del mètode integral de camí resolta per Monte Carlo i el mètode per a temperatures finites de Monte Carlo de camp auxiliar, que calculen la matriu densitat.

## Mètodes de Monte Carlo quàntic
- Algoritme estocàstic de la funció de Green: un algoritme dissenyat per a bosons que pot simular tota mena de Hamiltonià lattice que no sofreixi el problema del signe.
- Monte Carlo variacional: un bon punt d'inici; s'usa en una gran varietat de problemes quàntics.
- Monte Carlo de difusió: el mètode més usat per a alta precisió amb electrons, ja que pot calcular l'energia de l'estat fonamental de forma precisa i de manera bastant eficient.
- Integral de camí resolta per a Monte Carlo: mètode per a temperature finita usat principalment a sistemes de bosons, sobretot heli superfluid.
- Monte Carlo de camp auxiliar: normalment aplicat a models de lattice, tot i que recentment també s'ha usat per a problemes amb e

lectrons a sistems químics.
- Monte Carlo de reptació: mètode recent per a temperatura zero que està relacionat amb el mètode de la integral de camí resolta per a Monte Carlo, amb aplicacions similars a Monte Carlo de difusió però amb aproximacions diferents.
- Monte Carlo quàntic de gaussiana.

## Implementacions
- ALPS Arxivat 2016-05-18 at the Portuguese Web Archive
- CASINO Arxivat 2013-04-23 a Wayback Machine.
- CHAMP
- Monte Python[Enllaç no actiu]
- PIMC++ Arxivat 2012-12-12 at Archive.is
- pi-qmc[Enllaç no actiu]
- QMcBeaver
- QmcMol Arxivat 2016-06-10 a Wayback Machine.
- QMCPACK Arxivat 2012-03-05 a Wayback Machine.
- Qumax Arxivat 2009-03-24 a Wayback Machine.
- Qwalk
- TurboRVB
- Zori